# Acrosorus reineckei
Acrosorus reineckei är en stensöteväxtart som först beskrevs av Christ, och fick sitt nu gällande namn av Edwin Bingham Copeland. Acrosorus reineckei ingår i släktet Acrosorus och familjen Polypodiaceae. Inga underarter finns listade.